# Valérie Thomas
Pour les articles homonymes, voir Valérie Thomas (homonymie) et Thomas.
Valérie Thomas, née le 21 janvier 1968 à Désertines (Allier), est une femme politique française. Elle est députée de la première circonscription du Puy-de-Dôme entre 2017 et 2022.

## Biographie
Elle a eu une carrière de conseillère principale d'éducation.
Avant son élection de député, Valérie Thomas est consultante en projets d’aménagement du territoire et présidente d'un incubateur d’entreprises dans le champ de l’économie sociale et solidaire.

### Parcours politique
Elle est attachée administrative et politique au sein du Parti socialiste (PS) entre 2004 et 2006, puis chargée de mission au sein du cabinet du président du Conseil régional d’Auvergne (2006 - 2011).
Précédemment elle a travaillé auprès de Pierre Goldberg, député-maire communiste de Montluçon. 
Elle est la co-référente du mouvement En marche dans le Puy-de-Dôme. Elle est élue en 2017 à l'élection législative face à Alain Laffont, un candidat La France insoumise, avec 57 % des voix au second tour,. Elle siège à la commission des affaires étrangères de l'Assemblée nationale. Elle est co-rapporteur du rapport d'information sur le nouveau partenariat avec l’Afrique après Cotonou.
Le 24 avril 2022, elle annonce sa candidature à un nouveau mandat et est réinvestie le 4 mai 2022 sous la bannière Ensemble. Elle est battue par Marianne Maximi (NUPES) au deuxième tour de l'élection législative.